# Kanton Rötgesbüttel
Der Kanton Rötgesbüttel bestand von 1810 bis 1813 im Distrikt Helmstedt im Departement der Oker im Königreich Westphalen. Durch die Eingliederung der Hannoverschen Provinzen Calenberg und Lüneburg war die Zusammenfassung mehrerer ehemals Lünburgischer Orte notwendig geworden, die als neuer Kanton Fallersleben durch das Decret vom 26. September 1810 eingesetzt wurden.

## Gemeinden
- Rötgesbüttel und Ausbüttel
- Isenbüttel
- Gerstenbüttel, Ettenbüttel,
- Gielde und Brenneckenbrügge
- Hillerse und Rolfsbüttel
- Drüffelbeck mit Winkel, Abdeckerei und Ribbüttel
- Adenbüttel und Warxbüttel
- Vollbüttel und Warmbüttel
- Rethen
- Meine
- Wedelheine, Wedesbüttel und Martinbüttel
- Gravenhorst und Ohnhorst
- Vordorf
- Wasbüttel